# Coppa del Mondo di snowboard 2021
La Coppa del Mondo di snowboard 2021 è stata la ventisettesima edizione della manifestazione organizzata dalla Federazione Internazionale Sci; è iniziata il 12 dicembre a Cortina d'Ampezzo, in Italia, e si è conclusa  il 28 marzo 2021 con la gara di Silvaplana, in Svizzera. Durante la stagione si sono tenuti tra Aspen, negli Stati Uniti, Rogla, in Slovenia, e Idre Fjäll, in Svezia, i Campionati mondiali di snowboard 2021 e ad Aspen i Winter X Games XXV, non validi ai fini della Coppa del Mondo.
Sia in campo maschile che in campo femminile sono state assegnate due Coppe del Mondo generali: una Coppa del Mondo di parallelo (che ha compreso le discipline slalom parallelo e gigante parallelo) e una Coppa del Mondo generale di freestyle (che ha compreso halfpipe, big air e slopestyle). Sono state inoltre assegnate dodici coppe di specialità, sei maschili e altrettante femminili, per ognuna disciplina (le cinque già citate e lo snowboard cross). Infine sono state stilate cinque classifiche per nazioni che hanno assegnato le rispettive coppe (generale, parallelo, freestyle, parallelo a squadre e snowboard cross).
In campo maschile l'italiano Aaron March ha vinto la Coppa del Mondo di parallelo e il norvegese Marcus Kleveland la Coppa del Mondo generale di freestyle. Per quanto riguarda le coppe di specialità March ha vinto la Coppa del Mondo di slalom parallelo e il suo connazionale Roland Fischnaller quella di gigante parallelo, Kleveland ha vinto la Coppa del Mondo di slopestyle, l'austriaco Alessandro Hämmerle quella di snowboard cross, il giapponese Yūto Totsuka quella di halfpipe e il canadese Maxence Parrot quella di big air. Fischnaller era il detentore uscente della Coppa di parallelo e l'australiano Scotty James di quella di freestyle.
In campo femminile la tedesca Ramona Theresia Hofmeister ha vinto la Coppa del Mondo di parallelo e l'austriaca Anna Gasser la Coppa del Mondo generale di freestyle. Per quanto riguarda le coppe di specialità Hofmeister ha vinto la Coppa del Mondo di slalom gigante parallelo, la svizzera Julie Zogg quella di slalom parallelo, la ceca Eva Samková quella di snowboard cross, la statunitense Chloe Kim quella di halfpipe, Gasser quella di slopestyle e la neozelandese Zoi Sadowski-Synnott quella di big air. Hofmeister era la detentrice uscente della Coppa di parallelo e la cinese Cai Xuetong di quella di freestyle.
La Coppa generale delle Nazioni è stata vinta dall'Austria, quella di freestyle dal Giappone quella di parallelo dalla Russia e quella di snowboard cross dagli Stati Uniti d'America.

## Uomini

### Risultati
| Data             | Località             | Nazione     | Spec. | Primo               | Secondo            | Terzo               |
| ---------------- | -------------------- | ----------- | ----- | ------------------- | ------------------ | ------------------- |
| 12 dicembre 2020 | Cortina d'Ampezzo    | Italia      | PGS   | Roland Fischnaller  | Aaron March        | Benjamin Karl       |
| 17 dicembre 2020 | Carezza              | Italia      | PGS   | Benjamin Karl       | Andreas Prommegger | Žan Košir           |
| 8 gennaio 2021   | Kreischberg          | Austria     | BA    | Maxence Parrot      | Sven Thorgren      | Mons Røisland       |
| 9 gennaio 2021   | Scuol                | Svizzera    | PGS   | Igor' Sluev         | Michał Nowaczyk    | Tim Mastnak         |
| 12 gennaio 2021  | Bad Gastein          | Austria     | PSL   | Aaron March         | Dmitrij Loginov    | Andreas Prommegger  |
| 22 gennaio 2021  | Laax                 | Svizzera    | SBS   | Niklas Mattsson     | Leon Vockensperger | Marcus Kleveland    |
| 23 gennaio 2021  | Laax                 | Svizzera    | HP    | Yūto Totsuka        | Scotty James       | Ruka Hirano         |
| 23 gennaio 2021  | Chiesa in Valmalenco | Italia      | SBX   | Glenn de Blois      | Éliot Grondin      | Lorenzo Sommariva   |
| 24 gennaio 2021  | Chiesa in Valmalenco | Italia      | SBX   | Alessandro Hämmerle | Merlin Surget      | Hagen Kearney       |
| 30 gennaio 2021  | Mosca                | Russia      | PSL   | Dmitrij Karlagachev | Žan Košir          | Edwin Coratti       |
| 6 febbraio 2021  | Bannoye              | Russia      | PGS   | Dmitrij Loginov     | Igor' Sluev        | Mirko Felicetti     |
| 7 febbraio 2021  | Bannoye              | Russia      | PSL   | Dmitrij Loginov     | Stepan Naumov      | Andrej Sobolev      |
| 18 febbraio 2021 | Reiteralm            | Austria     | SBX   | Alessandro Hämmerle | Lucas Eguibar      | Mick Dierdorff      |
| 4 marzo 2021     | Bakuriani            | Georgia     | SBX   | Éliot Grondin       | Lukas Pachner      | Lorenzo Sommariva   |
| 5 marzo 2021     | Bakuriani            | Georgia     | SBX   | Omar Visintin       | Kalle Koblet       | Alessandro Hämmerle |
| 6 marzo 2021     | Rogla                | Slovenia    | PGS   | Žan Košir           | Andrej Sobolev     | Oskar Kwiatkowski   |
| 20 marzo 2021    | Berchtesgaden        | Germania    | PSL   | Aaron March         | Alexander Payer    | Arvid Auner         |
| 20 marzo 2021    | Veysonnaz            | Svizzera    | SBX   | Alessandro Hämmerle | Hagen Kearney      | Merlin Surget       |
| 20 marzo 2021    | Aspen                | Stati Uniti | SS    | Marcus Kleveland    | Redmond Gerard     | Mark McMorris       |
| 21 marzo 2021    | Aspen                | Stati Uniti | HP    | Yūto Totsuka        | Raibu Katayama     | André Höflich       |
| 28 marzo 2021    | Silvaplana           | Svizzera    | SS    | Marcus Kleveland    | Liam Brearley      | Chris Corning       |

Legenda:

PGS = Slalom gigante parallelo

PSL = Slalom parallelo

SBX = Snowboard cross

SBS = Slopestyle

HP = Halfpipe

BA = Big air

### Classifiche

#### Generale parallelo
| Pos. | Nome               | Nazione  | Punti |
| ---- | ------------------ | -------- | ----- |
| 1    | Aaron March        | Italia   | 424   |
| 2    | Andreas Prommegger | Austria  | 339   |
| 3    | Dmitrij Loginov    | Russia   | 333   |
| 4    | Žan Košir          | Slovenia | 329   |
| 5    | Alexander Payer    | Austria  | 295   |
| 6    | Benjamin Karl      | Austria  | 292   |
| 7    | Edwin Coratti      | Italia   | 291   |
| 8    | Andrej Sobolev     | Russia   | 290   |
| 9    | Igor' Sluev        | Russia   | 265   |
| 10   | Roland Fischnaller | Italia   | 261   |

#### Generale freestyle
| Pos. | Nome               | Nazione  | Punti |
| ---- | ------------------ | -------- | ----- |
| 1    | Marcus Kleveland   | Norvegia | 260   |
| 2    | Yūto Totsuka       | Giappone | 200   |
| 3    | Liam Brearley      | Canada   | 152   |
| 4    | Max Parrot         | Canada   | 150   |
| 5    | Sven Thorgren      | Svezia   | 124   |
| 6    | Niklas Mattsson    | Svezia   | 121   |
| 7    | André Höflich      | Germania | 110   |
| 8    | Leon Vockensperger | Germania | 109   |
| 9    | Raibu Katayama     | Giappone | 106   |
| 10   | Mons Røisland      | Norvegia | 105   |

#### Snowboard cross
| Pos. | Nome                | Nazione     | Punti |
| ---- | ------------------- | ----------- | ----- |
| 1    | Alessandro Hämmerle | Austria     | 430   |
| 2    | Éliot Grondin       | Canada      | 304   |
| 3    | Merlin Surget       | Francia     | 252   |
| 4    | Glenn de Blois      | Paesi Bassi | 247   |
| 5    | Hagen Kearney       | Stati Uniti | 246   |

#### Slalom parallelo
| Pos. | Nome                | Nazione | Punti |
| ---- | ------------------- | ------- | ----- |
| 1    | Aaron March         | Italia  | 258   |
| 2    | Dmitrij Loginov     | Russia  | 191   |
| 3    | Dmitrij Karlagachev | Russia  | 187   |
| 4    | Alexander Payer     | Austria | 184   |
| 5    | Andreas Prommegger  | Austria | 159   |

#### Gigante parallelo
| Pos. | Nome               | Nazione  | Punti |
| ---- | ------------------ | -------- | ----- |
| 1    | Roland Fischnaller | Italia   | 215   |
| 2    | Igor' Sluev        | Russia   | 214   |
| 3    | Benjamin Karl      | Austria  | 213   |
| 4    | Žan Košir          | Slovenia | 205   |
| 5    | Andreas Prommegger | Austria  | 180   |

#### Halfpipe
| Pos. | Nome            | Nazione   | Punti |
| ---- | --------------- | --------- | ----- |
| 1    | Yūto Totsuka    | Giappone  | 200   |
| 2    | André Höflich   | Germania  | 110   |
| 3    | Raibu Katayama  | Giappone  | 106   |
| 4    | Scotty James    | Australia | 80    |
| 5    | David Hablützel | Svizzera  | 72    |

#### Big air
| Pos. | nome             | Nazione   | Punti |
| ---- | ---------------- | --------- | ----- |
| 1    | Max Parrot       | Canada    | 100   |
| 2    | Sven Thorgren    | Svezia    | 80    |
| 3    | Mons Røisland    | Norvegia  | 60    |
| 4    | Takeru Otsuka    | Giappone  | 50    |
| 5    | Rene Rinnekangas | Finlandia | 45    |

#### Slopestyle
| Pos. | Nome               | Nazione     | Punti |
| ---- | ------------------ | ----------- | ----- |
| 1    | Marcus Kleveland   | Norvegia    | 260   |
| 2    | Liam Brearley      | Canada      | 116   |
| 3    | Leon Vockensperger | Germania    | 109   |
| 4    | Niklas Mattsson    | Svezia      | 103   |
| 5    | Dusty Henricksen   | Stati Uniti | 90    |

## Donne

### Risultati
| Data             | Località             | Nazione     | Spec. | Primo                      | Secondo                         | Terzo                           |
| ---------------- | -------------------- | ----------- | ----- | -------------------------- | ------------------------------- | ------------------------------- |
| 12 dicembre 2020 | Cortina d'Ampezzo    | Italia      | PGS   | Ester Ledecká              | Selina Jörg                     | Ramona Theresia Hofmeister      |
| 17 dicembre 2020 | Carezza              | Italia      | PGS   | Ramona Theresia Hofmeister | Ladina Jenny                    | Selina Jörg                     |
| 8 gennaio 2021   | Kreischberg          | Austria     | BA    | Zoi Sadowski-Synnott       | Kokomo Murase                   | Anna Gasser                     |
| 9 gennaio 2021   | Scuol                | Svizzera    | PGS   | Sofija Nadyršina           | Ramona Theresia Hofmeister      | Julie Zogg                      |
| 12 gennaio 2021  | Bad Gastein          | Austria     | PSL   | Sofija Nadyršina           | Cheyenne Loch                   | Selina Jörg                     |
| 22 gennaio 2021  | Laax                 | Svizzera    | SBS   | Jamie Anderson             | Zoi Sadowski-Synnott            | Tess Coady                      |
| 23 gennaio 2021  | Laax                 | Svizzera    | HP    | Chloe Kim                  | Mitsuki Ono                     | Sena Tomita                     |
| 23 gennaio 2021  | Chiesa in Valmalenco | Italia      | SBX   | Michela Moioli             | Faye Gulini                     | Eva Samková                     |
| 24 gennaio 2021  | Chiesa in Valmalenco | Italia      | SBX   | Eva Samková                | Faye Gulini                     | Julia Pereira de Sousa-Mabileau |
| 30 gennaio 2021  | Mosca                | Russia      | PSL   | Daniela Ulbing             | Sofija Nadyršina                | Ramona Theresia Hofmeister      |
| 6 febbraio 2021  | Bannoye              | Russia      | PGS   | Ramona Theresia Hofmeister | Cheyenne Loch                   | Sabine Schöffmann               |
| 7 febbraio 2021  | Bannoye              | Russia      | PSL   | Julie Zogg                 | Cheyenne Loch                   | Tomoka Takeuchi                 |
| 18 febbraio 2021 | Reiteralm            | Austria     | SBX   | Michela Moioli             | Lindsey Jacobellis              | Chloé Trespeuch                 |
| 4 marzo 2021     | Bakuriani            | Georgia     | SBX   | Eva Samková                | Julia Pereira de Sousa-Mabileau | Lindsey Jacobellis              |
| 5 marzo 2021     | Bakuriani            | Georgia     | SBX   | Charlotte Bankes           | Chloé Trespeuch                 | Faye Gulini                     |
| 6 marzo 2021     | Rogla                | Slovenia    | PGS   | Ramona Theresia Hofmeister | Sofija Nadyršina                | Julie Zogg                      |
| 20 marzo 2021    | Berchtesgaden        | Germania    | PSL   | Julie Zogg                 | Selina Jörg                     | Carolin Langenhorst             |
| 20 marzo 2021    | Veysonnaz            | Svizzera    | SBX   | Eva Samková                | Michela Moioli                  | Charlotte Bankes                |
| 20 marzo 2021    | Aspen                | Stati Uniti | SS    | Anna Gasser                | Hailey Langland                 | Enni Rukajärvi                  |
| 21 marzo 2021    | Aspen                | Stati Uniti | HP    | Chloe Kim                  | Queralt Castellet               | Sena Tomita                     |
| 28 marzo 2021    | Silvaplana           | Svizzera    | SS    | Reira Iwabuchi             | Kokomo Murase                   | Tess Coady                      |

Legenda:

PGS = Slalom gigante parallelo

PSL = Slalom parallelo

SBX = Snowboard cross

SBS = Slopestyle

HP = Halfpipe

BA = Big air

### Classifiche

#### Generale parallelo
| Pos. | Nome                       | Nazione  | Punti |
| ---- | -------------------------- | -------- | ----- |
| 1    | Ramona Theresia Hofmeister | Germania | 593   |
| 2    | Sofija Nadyršina           | Russia   | 532   |
| 3    | Julie Zogg                 | Svizzera | 512   |
| 4    | Selina Jörg                | Germania | 425   |
| 5    | Cheyenne Loch              | Germania | 413   |
| 6    | Ladina Jenny               | Svizzera | 267   |
| 7    | Tsubaki Miki               | Giappone | 266   |
| 8    | Claudia Riegler            | Austria  | 264   |
| 9    | Sabine Schöffmann          | Austria  | 254   |
| 10   | Daniela Ulbing             | Austria  | 250   |

#### Generale freestyle
| Pos. | Nome                 | Nazione       | Punti |
| ---- | -------------------- | ------------- | ----- |
| 1    | Anna Gasser          | Austria       | 255   |
| 2    | Kokomo Murase        | Giappone      | 246   |
| 3    | Chloe Kim            | Stati Uniti   | 200   |
| 4    | Reira Iwabuchi       | Giappone      | 190   |
| 5    | Zoi Sadowski-Synnott | Nuova Zelanda | 180   |
| 6    | Tess Coady           | Austria       | 174   |
| 7    | Jamie Anderson       | Stati Uniti   | 140   |
| 8    | Mitsuki Ono          | Giappone      | 130   |
| 9    | Queralt Castellet    | Spagna        | 120   |
| 10   | Sena Tomita          | Giappone      | 120   |

#### Snowboard cross
| Pos. | Nome                            | Nazione     | Punti |
| ---- | ------------------------------- | ----------- | ----- |
| 1    | Eva Samková                     | Rep. Ceca   | 450   |
| 2    | Michela Moioli                  | Italia      | 430   |
| 3    | Faye Gulini                     | Stati Uniti | 302   |
| 4    | Julia Pereira de Sousa-Mabileau | Francia     | 301   |
| 5    | Charlotte Bankes                | Regno Unito | 285   |

#### Slalom parallelo
| Pos. | Nome             | Nazione  | Punti |
| ---- | ---------------- | -------- | ----- |
| 1    | Julie Zogg       | Svizzera | 295   |
| 2    | Sofija Nadyršina | Russia   | 249   |
| 3    | Selina Jörg      | Germania | 195   |
| 4    | Cheyenne Loch    | Germania | 188   |
| 5    | Daniela Ulbing   | Austria  | 172   |

#### Gigante parallelo
| Pos. | Nome                       | Nazione  | Punti |
| ---- | -------------------------- | -------- | ----- |
| 1    | Ramona Theresia Hofmeister | Germania | 440   |
| 2    | Sofija Nadyršina           | Russia   | 283   |
| 3    | Selina Jörg                | Germania | 230   |
| 4    | Cheyenne Loch              | Germania | 225   |
| 5    | Julie Zogg                 | Svizzera | 217   |

#### Halfpipe
| Pos. | Nome              | Nazione     | Punti |
| ---- | ----------------- | ----------- | ----- |
| 1    | Chloe Kim         | Stati Uniti | 200   |
| 2    | Mitsuki Ono       | Giappone    | 130   |
| 3    | Queralt Castellet | Spagna      | 120   |
| 4    | Sena Tomita       | Giappone    | 120   |
| 5    | Haruna Matsumoto  | Giappone    | 86    |

#### Big air
| Pos. | Nome                 | Nazione       | Punti |
| ---- | -------------------- | ------------- | ----- |
| 1    | Zoi Sadowski-Synnott | Nuova Zelanda | 100   |
| 2    | Kokomo Murase        | Giappone      | 80    |
| 3    | Anna Gasser          | Austria       | 60    |
| 4    | Reira Iwabuchi       | Giappone      | 50    |
| 5    | Miyabi Onitsuka      | Giappone      | 45    |

#### Slopestyle
| Pos. | Nome           | Nazione     | Punti |
| ---- | -------------- | ----------- | ----- |
| 1    | Anna Gasser    | Austria     | 195   |
| 2    | Kokomo Murase  | Giappone    | 166   |
| 3    | Tess Coady     | Australia   | 165   |
| 4    | Reira Iwabuchi | Giappone    | 140   |
| 5    | Jamie Anderson | Stati Uniti | 140   |

## Misto

### Risultati
| Data            | Località      | Nazione  | Spec.   | Primo                                        | Secondo                                    | Terzo                                     |
| --------------- | ------------- | -------- | ------- | -------------------------------------------- | ------------------------------------------ | ----------------------------------------- |
| 12 gennaio 2021 | Bad Gastein   | Austria  | PSL M/F | Austria I Andreas Prommegger Claudia Riegler | Germania I Stefan Baumeister Cheyenne Loch | Russia I Dmitrij Loginov Sofija Nadyršina |
| 21 marzo 2021   | Berchtesgaden | Germania | PSL M/F | Russia I Dmitrij Loginov Sofija Nadyršina    | Svizzera I Dario Caviezel Julie Zogg       | Germania IV Stefan Baumeister Selina Jörg |

Legenda:

PSL M/F = Slalom parallelo misto

### Classifiche

#### Parallelo misto
| Pos. | Nazione    | Punti |
| ---- | ---------- | ----- |
| 3    | Russia I   | 160   |
| 1    | Austria I  | 150   |
| 5    | Svizzera I | 125   |
| 3    | Austria II | 95    |
| 2    | Germania I | 80    |

## Coppa delle Nazioni
| Pos. | Nazione     | Punti |
| ---- | ----------- | ----- |
| 1    | Austria     | 2882  |
| 2    | Italia      | 2433  |
| 3    | Germania    | 2311  |
| 4    | Svizzera    | 2291  |
| 5    | Stati Uniti | 2210  |